# Gnidosz

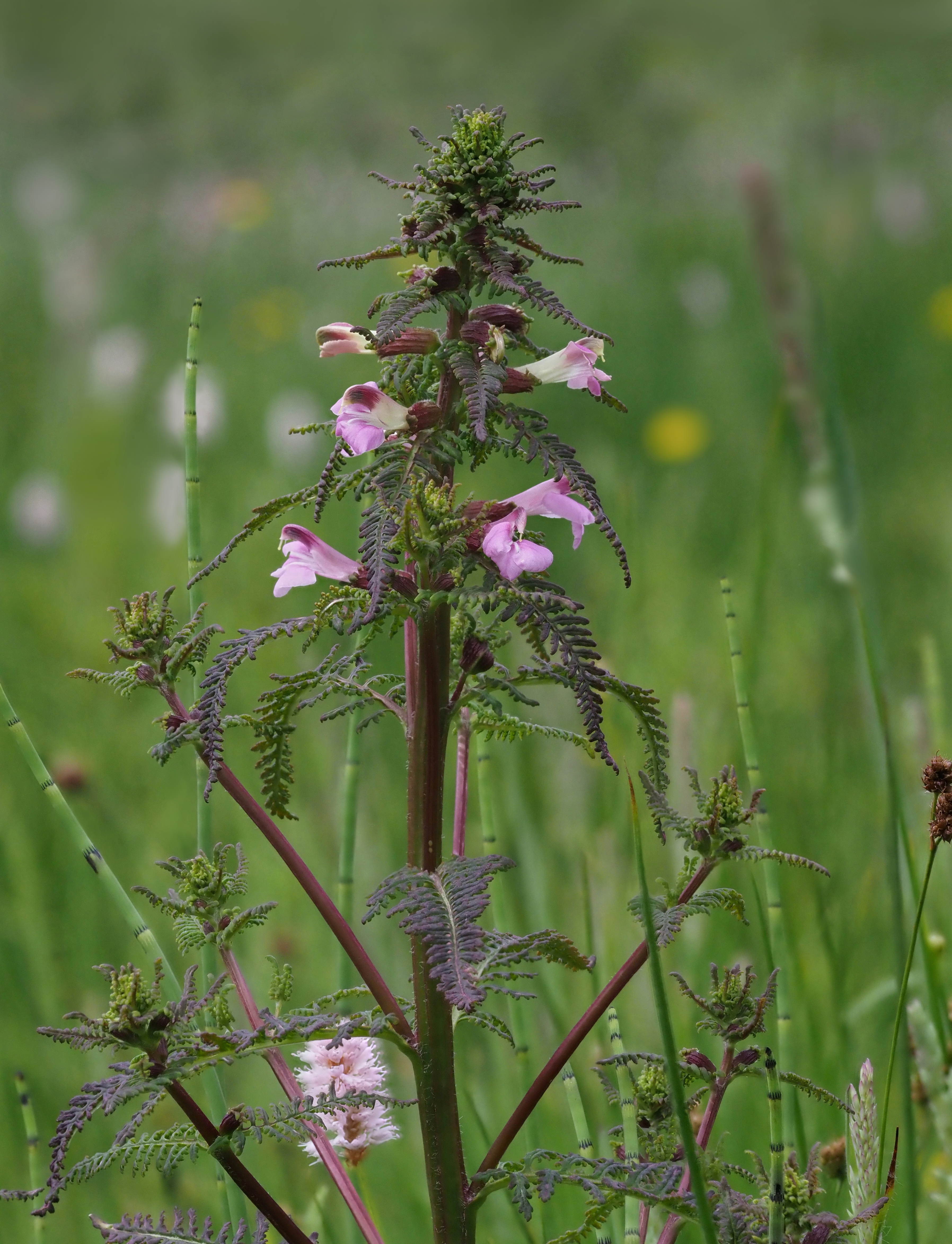
Gnidosz błotny

Gnidosz (Pedicularis L.) – rodzaj półpasożytniczych roślin zielnych z rodziny zarazowatych (Orobanchaceae). Obejmuje ok. 680–750 gatunków. Rośliny te występują na półkuli północnej w strefie umiarkowanej i okołobiegunowej, w południowej części zasięgu na obszarach górskich. W Polsce spotykanych jest 8–9 gatunków (w zależności od ujęcia systematycznego), wszystkie podlegają ochronie prawnej.
Niektóre gatunki (np. gnidosz błotny P. palustris, P. canadensis) wykorzystywane były jako rośliny zielarskie, także do pozbywania się wszy u zwierząt. Spożywane były pędy niektórych gatunków (P. canadensis) lub korzenie (P. lanata).

## Rozmieszczenie geograficzne
Zasięg rodzaju obejmuje niemal całą Amerykę Północną (na południu po Meksyk), Europę i Azję. Jeden gatunek rośnie także w Ameryce Południowej w Andach w Kolumbii i Ekwadorze), dwa rosną w północno-zachodniej Afryce. Centrum zróżnicowania rodzaju stanowią góry w środkowej i wschodniej Azji. W niewielkim Bhutanie rośnie 76 gatunków, w Chinach – ponad 350. W Europie obecne są 54 gatunki. W Polsce w zależności od ujęcia rośnie 8 lub 9 gatunków.
Gatunki flory Polski
Pierwsza nazwa naukowa według listy krajowej, druga – obowiązująca według bazy taksonomicznej Plants of the World online (jeśli jest inna)
- gnidosz błotny Pedicularis palustris L.
- gnidosz dwubarwny Pedicularis oederi Vahl
- gnidosz Hacqueta Pedicularis hacquetii Graf
- gnidosz królewski Pedicularis sceptrum-carolinum L.
- gnidosz okazały Pedicularis exaltata Besser ≡ Pedicularis hacquetii Graf
- gnidosz okółkowy Pedicularis verticillata L.
- gnidosz rozesłany Pedicularis sylvatica L.
- gnidosz stepowy Pedicularis kaufmannii Pinzger
- gnidosz sudecki Pedicularis sudetica Willd.

## Morfologia
PokrójRośliny zielne, jednoroczne i byliny.
LiścieSkrętoległe, naprzeciwległe lub okółkowe, dolne zwykle ogonkowe, a górne siedzące. Blaszka liściowa zwykle pierzasto wcinana, czasem podwójnie, rzadko całobrzega lub ząbkowana.
KwiatyZebrane w kwiatostany na szczytach pędów lub wyrastają w kątach liści. Wsparte są przysadkami podobnymi do liści. Kielich bywa rozdęty, ma kształt walcowaty lub dzwonkowaty, często jest dwuwargowy, zakończony jest dwoma lub pięcioma ząbkami. Korona biała, żółta, purpurowa lub czerwona, dwuwargowa, z górną wargą kapturkowatą, zaokrągloną, uciętą lub zakończoną ząbkiem albo dzióbkiem. Dolna warga trójłatkowa, rozpostarta, zwykle dłuższa od górnej. Pręciki cztery, dwusilne, schowane pod wargą górną. Nitki pręcików nagie lub owłosione. Słupek z szyjką zakończoną główkowatym znamieniem.
OwoceTorebki, czasem nieco spłaszczone, zawierające liczne nasiona, siateczkowate lub gładkie, oskrzydlone lub nie, bez ciałek tłuszczowych.

## Systematyka
Pozycja systematyczna
Rodzaj z rodziny zarazowatych (Orobanchaceae), w której obrębie zaliczany jest do plemienia Rhinantheae.
Wykaz gatunków